# Mattias Norström
Erik Johan Mattias Norström, född 2 januari 1972 i Stockholm, är en svensk före detta professionell ishockeyspelare.
Moderklubb Bredängs BK, spelade som pojkspelare sedan i Huddinge IK och kom därifrån i junioråldern till Mora IK och därifrån till AIK. Draftades av New York Rangers i andra rundan av NHL-draften 1992 och plockades över dit redan året efter. Det var dock inte förrän han hamnade i Los Angeles Kings år 1996 som han växte ut till en av NHL:s främsta defensiva backar, säsong efter säsong fanns Norström med bland ligans mest tacklingsbenägna backar och så småningom utnämndes han till lagkapten - den sjunde svensken att tilldelas den äran i NHL. Han behöll kaptensbindeln i klubben mellan 2001 och 2007.
Mattias Norström deltog i VM 1996, 1997, 1998, 2000, 2003 och 2005, i World Cup 1996 och 2004, och i OS 1998 i Nagano och 2002 i Salt Lake City. Med Tre Kronor har han vunnit ett VM-guld 1998 och två VM-silver 1997 och 2003. Därtill JVM-silver 1992 med småkronorna.
28 februari 2007 bytte Los Angeles Kings bort Norström till Dallas Stars. Med närmare 900 NHL-matcher på meritlistan är han en av Sveriges mest rutinerade NHL-backar.
Norström avslutade sin karriär som spelare i juni 2008  och jobbar numera i AIK:s organisation.

## Klubbar i karriären
1. Mora IK 1990–91
2. AIK 1991–1993
3. Binghamton Rangers 1993–1995
4. New York Rangers 1993–1995
5. Los Angeles Kings 1995–2004
6. AIK 2005
7. Los Angeles Kings 2005–2007
8. Dallas Stars 2007–08